# Réserve naturelle régionale des Annelles, Lains et Pont Pinnet
La réserve naturelle régionale des Annelles, Lains et Pont Pinnet (RNR222) est une réserve naturelle régionale située dans les Hauts-de-France. Classée en 2010, elle occupe une surface de 14 hectares et protège un riche patrimoine naturel, en grande partie d'origine anthropique, dont notamment « la vieille tourbière » et le terril de l'Escarpelle.

## Localisation

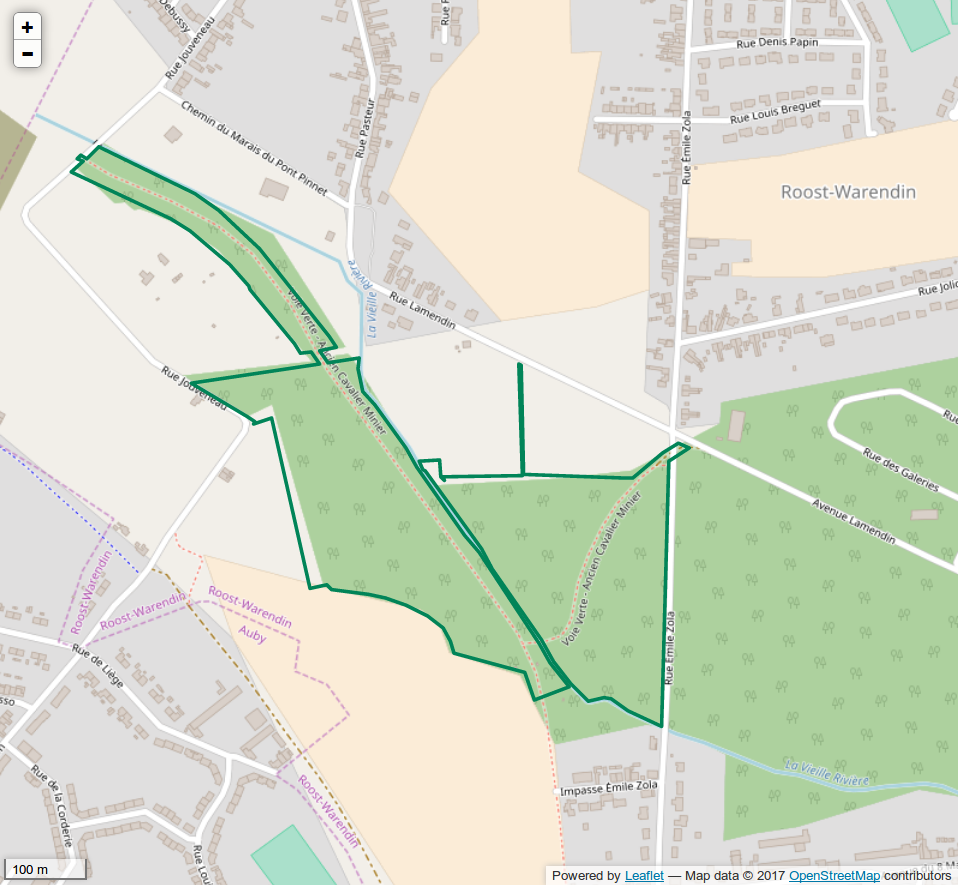
Périmètre de la réserve naturelle.

Le territoire de la réserve naturelle est dans le département du Nord, sur la commune de Roost-Warendin au Nord-Est de Douai. Il se situe entre la Scarpe canalisée et le canal de dérivation de la Scarpe, et à l'Est d'une zone autrefois minière et très industrielle (où se tenait autrefois Métaleurop-Nord) et où fonctionne encore l'usine métallurgique d'Auby.

## Histoire du site et de la réserve
Le site était autrefois couvert de prairies humides en partie comblées aux XIXe et XXe siècles par des dépôts miniers. Il abrite désormais une succession de milieux secs à humides et tourbeux, un terril dit « de l'Escarpelle » et un site dit vieille tourbière.
Le projet de mise en réserve a été porté par la commune et l’association Roost-Warendin Nature, et présenté au conseil régional du Nord-Pas-de-Calais qui l'a accepté. Le classement a été fait en 2010.

## Écologie (biodiversité, intérêt écopaysager…)
La richesse du site vient de son histoire et de la variété des milieux qu'il abrite sur une surface relativement modeste. La réserve naturelle abrite de nombreuses espèces d'intérêt patrimonial. Elle compte sept habitats inscrits à l'annexe I de la Directive Habitats-Faune-Flore et 25 formations végétales considérées comme patrimoniales dans la région Nord - Pas de Calais. La richesse de la flore recensée vient confirmer cet intérêt. On note en effet la présence de 33 espèces patrimoniales. La faune observée sur le site présente aussi des indices de patrimonialité forts avec trois espèces d'intérêt européen et plusieurs espèces d'intérêt patrimonial à l'échelle nationale et régionale.
Les 14 hectares abritent une biodiversité importante directement liée à la diversité des habitats. Sont identifiés sur le site : 26 habitats naturels, 236 espèces de plantes vasculaires, 48 espèces d'oiseaux nicheurs certains, probables ou possibles, 9 espèces d'amphibiens sur les 15 recensées dans la région (soit 60 % de la batracofaune régionale), 24 espèces de rhopalocères et plusieurs espèces de mammifères, d'odonates et d'orthoptères.

### Flore
Une flore variée (plusieurs centaines d'espèces) traduit la richesse en habitats naturels, parfois d'origine anthropique comme une pelouse métallicole. Parmi les espèces remarquables, on y trouve l'Utriculaire commune, le Potamot coloré, la Molène effilée et l'Armérie de Haller (Armeria maritima subsp. Halleri).
L'inventaire de la flore a été mené par l'association Roost-Warendin-Nature entre 2002 et 2006. 236 espèces végétales vasculaires ont été inventoriées. Cette diversité élevée peut être directement mise en lien avec la diversité des habitats présents, la réserve présentant des successions de milieux secs et humides[réf. souhaitée].
Parmi les espèces végétales, il convient de noter que 29 sont des espèces non indigènes. Ce chiffre relativement important n'est pas étonnant sur un espace anthropisé et fortement remanié tel que celui-ci. 8 espèces sont particulièrement problématiques dans la mesure où elles sont considérées comme invasives avérées (pour 7 d'entre elles) ou potentielles (Buddleia de David, Conyze du Canada, Dittriche fétide, Vrillée du Japon, Robinier faux-acacia, Séneçon du Cap, Solidage du Canada).
33 espèces présentent un intérêt patrimonial dans la région Nord - Pas de Calais en raison de leur statut de rareté, de menace ou de protection réglementaire.
Plus de la moitié des espèces remarquables est directement inféodée aux mares et aux zones humides relictuelles des anciens systèmes marécageux présents au début du siècle sur le site. Parmi celles-ci, on note principalement la présence des espèces suivantes :
- le Cornifle submergé : cette espèce exceptionnelle et menacée d'extinction en région bénéficie d'un statut de protection régionale. Quelques pieds ont été observés en 2004 mais n'ont pas été revus depuis. Affectionnant les eaux très minéralisées, le Cornifle submergé ne supporte pas la pollution et a fortement régressé dans la région ;
- l'Utriculaire commune : cette plante aquatique carnivore présente des effectifs importants au niveau des mares situées de part et d'autre du chemin du Pont Pinnet. Le comptage précis des pieds reste difficile du fait de la floraison irrégulière de l'espèce. Très sensible à la pollution organique, l'Utriculaire commune atteste de la qualité des eaux de ces mares et de leur caractère neutre à alcalin ;
- le Potamot coloré : ce potamot typique des eaux alcalines et oligotrophes se maintient dans une mare au Pont Pinnet. Comme l'Utriculaire commune, il atteste d'une bonne qualité des eaux car il est sensible à la pollution et à l'eutrophisation des eaux.

Les pelouses calaminaires, même si elles sont présentes sur de petites surfaces, hébergent un cortège exceptionnel de plantes métallophytes absolus. Ces plantes sont capables de supporter des taux élevés en métaux lourds (Zinc, Plomb, Cadmium, etc) qu'elles contribuent à fixer en les accumulant dans leurs tissus : le Silène enflé, l'Armérie de Haller, la Cardaminopside de Haller.
Les dépôts de schistes et grès houillers attirent un cortège original de végétaux résistants à la chaleur (thermophiles) et à la sécheresse (xérophiles). Un certain nombre d'espèces patrimoniales observées sur le site est liée à la présence de ces dépôts. Elles sont, d'une manière générale, associées aux stades pionniers de colonisation des sols nus et ont vocation à disparaître si le boisement s'installe. On peut citer le Micropyre délicat, la Molène lychnite et l'Herniaire glabre.

### Faune
La réserve abrite de nombreux animaux dont oiseaux, micromammifères et petits mammifères, amphibiens, ainsi que de très nombreux invertébrés (dont papillons, insectes du bois-mort et des zones-humides (odonates...). Pour les oiseaux, on peut citer la Gorgebleue à miroir et le Râle d'eau, pour les amphibiens, le Triton crêté.

#### Mammifères
Aucun inventaire spécifique n'a été encore réalisé. Pour autant, six espèces ont été observées à ce jour sur le site dont une espèce présentant un caractère patrimoniale : un chiroptère, la Pipistrelle commune.

#### Avifaune
Environ 60 espèces d'oiseaux ont été contactées sur le site. Selon l'association Roost-Warendin-Nature, 48 de ces espèces seraient nicheuses dont 4 présentent un intérêt patrimonial : la Gorgebleue à miroir, le Martin pêcheur, le Râle d'eau et la Tourterelle des bois[réf. souhaitée].
- La Gorgebleue à miroir : bien qu'elle soit assez largement répandue et en constante expansion depuis 1968 dans la région, la Gorgebleue à miroir est protégée au niveau européen. L'habitat de la Gorgebleue est très varié mais présente un certain nombre de caractéristiques constantes : la strate basse herbacée à ligneuse présente un recouvrement assez fort, et les strates moyenne à haute, à recouvrement faible, comportent des buissons épars et quelques arbres. La présence de cette espèce sur le site n'est pas surprenante puisqu'elle se trouve là au cœur du district qui accueille la plus grande partie de la population régionale. La fermeture progressive des zones humides du terril par la végétation ligneuse constitue néanmoins une menace pour cette espèce.
- Le Martin pêcheur : une espèce "vulnérable" dans la région Nord - Pas de Calais. Les deux éléments fondamentaux du biotope du Martin pêcheur sont des secteurs d'eau calme, pas trop polluée, abritant des populations de petits poissons et une petite falaise permettant de creuser un terrier. Ces deux éléments sont présents sur le site ou aux alentours. La Vieille rivière ainsi que les fossés et mares des Annelles présentent une mauvaise qualité d'eau mais offrent des berges permettant la nidification du Martin pêcheur.
- Le Râle d'eau : cette espèce "vulnérable" dans la région subit depuis les années 1980 un déclin prononcé. Il trouve encore dans la vallée de la Scarpe, comme dans les autres vallées humides, un certain nombre de territoires lui permettant de nicher. Deux couples ont été identifiés en 2004 et sa présence a été confirmée en 2008 au sein des saulaies des Lains et du Pont Pinnet.

La Tourterelle des bois : cette espèce occupe préférentiellement les petits bois, les marais boisés et les haies. Sur le site, 3 couples nicheurs ont été comptés en 2004.

#### Amphibiens
Le niveau de connaissance est bon pour ce groupe compte tenu des inventaires réalisés en diurne et en nocturne. Le réseau de fossés, la présence de nombreuses mares et de boisements humides sont à l'origine de la grande diversité des populations d'amphibiens. Entre 2002 et 2008, 9 espèces ont été contactées. Seul le Triton alpestre (Triturus alpestris) n'a pas été revu lors des prospections de 2008. Les mares du Pont Pinnet sont les plus intéressantes pour ce groupe puisque les 9 espèces présentes sur le site y ont été observées[réf. souhaitée].
Il faut noter qu'aucun amphibien habituellement hôte des terrils (Crapaud calamite, Alyte accoucheur ou Pélodyte ponctué) n'a été contacté malgré des recherches spécifiques. En outre, bien que non observée directement sur le site, la Salamandre tachetée a été vue dans certains jardins de Roost-Warendin. Les saulaies inondables du Pont Pinnet constituent des habitats potentiels pour cette espèce.
Parmi les 9 taxons observés, une espèce retient l'attention : le Triton crêté.
- le Triton crêté : ce grand triton est avant tout une espèce des campagnes et des paysages ouverts des plaines et des collines de basse altitude. Plus exigeant que les autres tritons, il se reproduit dans les mares, étangs et fossés plus ou moins riches en végétation aquatique. Son domaine terrestre comprend des prairies, des haies, des lisières, des bosquets ou des friches. L'espèce, encore bien présente dans le nord de la France, est protégée au niveau européen. Les individus observés lors des inventaires nocturnes de 2008 ont été observés dans les mares du Pont Pinnet.

#### Odonates
La diversité est relativement importante sur le site puisque 19 espèces y sont observées (soit plus de 30 % de l'odonatofaune de la région). Parmi ces 19 espèces, 4 présentent un intérêt patrimonial : la Grande æschne, la Leucorrhine rubiconde, le Gomphe gentil et le Leste brun[réf. souhaitée].
- la Grande æschne est considérée comme "peu commune" en région. Elle fréquente essentiellement les eaux stagnantes pour se reproduire. L'espèce se rencontre parfois loin des sites d'émergence et en l'absence de preuves d'autochtonie certaine, il n'est pas possible de conclure à la reproduction de cette espèce sur le site.
- le Gomphe gentil : espèce "peu commune" dans le Nord - Pas de Calais, ce Gomphe est adapté aux eaux stagnantes et fréquente volontiers les mares et les étangs peu végétalisés et bien ensoleillés. Comme pour le Grande aeshne, il n'est pas possible de confirmer sa reproduction sur le site.
- la Leucorrhine rubiconde : cette libellule est une espèce boréo-montagnarde répandue surtout dans le nord de l'Europe. Elle est plus rare en Europe moyenne et occidentale et est absente des îles britanniques. Un individu mâle a été vu patrouillant au-dessus d'une mare au nord du Pont Pinnet et il est très probable qu'il soit un erratique. Cette mare pourrait constituer un habitat de reproduction potentiel pour cette espèce.

### Champignons, lichens et autres organismes remarquables
L'inventaire de la fonge et des lichens a été réalisé par l'association Roost-Warendin-Nature et la Société Mycologique du Nord de la France en 2003 et 2005 et a permis de mettre en évidence la présence de 46 espèces de champignons et 8 espèces de lichens[réf. souhaitée].
L'inventaire mycologique régional a été réalisé en 2007 et permet d'identifier les champignons présentant un intérêt patrimonial. Deux espèces présentent un statut patrimonial sur le site : Pisolithus arhizus, espèce liée aux terrils, et Tricholoma cingulatum, espèce caractéristique liée aux bouleaux.

### Bryoflore
Dix espèces de bryophytes ont été identifiées dans le cadre de l'inventaire de la bryoflore réalisé par l'association Roost-Warendin-Nature entre 2002 et 2005 (8 mousses et 2 hépatiques). La plupart des espèces inventoriées sont "très communes" voire "communes"[réf. souhaitée].

### État, pressions ou menaces, réponses
La proximité de zones très industrialisées explique quelques séquelles de pollution sur certains sols (localement flore métallicole, par exemple). La surfréquentation, l'eutrophisation et la colonisation de certains milieux par des espèces invasives sont des menaces pour le milieu, menaces que la mise en réserve naturelle et surtout le plan de gestion devrait permettre de mieux contrôler.

## Intérêt touristique et pédagogique
La réserve présente notamment un intérêt en matière de :
- pédagogie à l'environnement ;
- paysages ;
- tourisme vert et naturaliste.

Une signalétique a été inaugurée le 16 avril 2011 après-midi, à Roost-Warendin, à l'occasion de la 17e assemblée générale du Conservatoire des sites qui se tiendra dans la commune. Les habitants préalablement conviés à une présentation du patrimoine naturel de la commune de Roost-Warendin, ont pu y participer. Des visites guidées étaient mises en œuvre avec le Conseil général du Nord et l'association Roost-Warendin Nature. 
La Réserve naturelle est aménagée pour être accessible aux personnes à mobilité réduite.

## Administration, plan de gestion, règlement
Le Conservatoire d'espaces naturels du Nord et du Pas-de-Calais assure la gestion du site.

### Outils et statut juridique
La réserve naturelle a été classée par une délibération du Conseil régional du 4 octobre 2010.